# La Geneytouse
La Geneytouse är en kommun i departementet Haute-Vienne i regionen Nouvelle-Aquitaine i västra Frankrike. Kommunen ligger i kantonen Saint-Léonard-de-Noblat som tillhör arrondissementet Limoges. År 2022 hade La Geneytouse 988 invånare.

## Befolkningsutveckling
Antalet invånare i kommunen La Geneytouse
| Referens: INSEE |